# Rendessytelep
Rendessytelep Budapest XVIII. kerületének egyik városrésze.

## Fekvése
- Határai: Nefelejcs utca a Malomkő utcától – József utca – Fonal utca –  Tinódi utca – Egressy Gábor utca  – Lakatos út – Üllői út – a MÁV lajosmizsei vonala –  Malomkő utca a Nefelejcs utcáig.

## Története
A terület névadója Rendessy Károly óbudai pékmester, aki megvásárolta és felparcelláztatta a területet a 19. század végén.
1907-ben ezen a területen létesült a Kispesti Textilgyár. 1958 és 1968 között itt építették fel a Lakatos úti lakótelepet.